# Auto Webel
Die Auto-Webel GmbH ist ein Omnibusbetrieb und Taxiunternehmen in der sächsischen Großen Kreisstadt Delitzsch und betreibt Linienverkehr im westlichen Teil des Landkreises Nordsachsen.

## Geschichte
Auto-Webel wurde am 1. April 1935 als Reisebusunternehmen gegründet. Ab dem Jahr 1939 wurde das Angebot auf den öffentlichen Personennahverkehr ausgeweitet, der vorwiegend den Auftragsverkehr, z. B. für die Buna-Werke, beinhaltete. Zum damaligen Zeitpunkt besaß das Unternehmen neun Linienbusse. Nach dem Ende des Zweiten Weltkrieges, wurden dann ausrangierte Fahrzeuge des staatlichen Verkehrsbetriebes VEB Kraftverkehr übernommen, weil keine neuen Fahrzeuge hinzugekauft werden konnten. Im Jahr 1972 wurde die Auto-Webel GmbH in der DDR verstaatlicht und letztlich 1981 dem volkseigenen Kombinat Kraftverkehr eingegliedert.
Nach der Wende wurde 1991 der Betrieb wieder der Familie Webel rückübertragen. Gegenwärtig bietet Auto-Webel neben Linien- und Reiseverkehr auch Busvermietungen an. Zusätzlich hat das Unternehmen zwei Taxis im Bestand, womit unter anderem Krankenfahrten, Ruftaxibetrieb oder Flughafentransfer angeboten wird. Am 1. April 2019 wurde die Linie D von Leupold übernommen. Am 17. Juni 2019 wurden die Linien 135 und 191 von der OVH GmbH übernommen. 2022 ging die Konzession für die von Webel bedienten Linien an Nordsachsen Mobil über.

## Liniennetz
Bis Ende des Jahres 2021 betrieb Auto-Webel Regional- und Stadtbusverkehr im Raum Delitzsch mit eigener Konzession für die bedienten Linien. Seit dem 1. Januar 2022 ist das Busunternehmen nunmehr als Auftragnehmer für die landkreiseigene Busverkehrsgesellschaft Nordsachsen Mobil im Einsatz. Das Einsatzgebiet entspricht zum großen Teil dem ehemaligen Linienbündel, jedoch erfolgt ein zunehmend freizügigerer Einsatz der beauftragten Subunternehmen im Busnetz des Landkreises Nordsachsen.
Auto-Webel betreibt als Subunternehmen außerdem die Buslinien 87 und 88 der Leipziger Verkehrsbetriebe (LVB) im Norden von Leipzig.